# プトレマイオス・ヘパイスティオン
プトレマイオス・ヘパイスティオン（古希: Πτολεμαῖος Ηφαιστίωνας, Ptolemaius Hēphaistiōn, 英: Ptolemy Hephaestion）は、古代ギリシアの文法学者である。ローマ皇帝トラヤヌスとハドリアヌスの治世、1世紀後半から2世紀初頭の人物と言われる。

## 概要
『スーダ』によるとアレクサンドリア出身の文法学者で、歴史劇『スフィンクス』（Sphinx）、24巻の叙事詩『アントメロス』（Anthomeros）、『奇妙な歴史』の作者である。このうち前者の2つは失われたが、最後の著作は9世紀のコンスタンティノープルの総主教であるフォティオスによってプトレマイオス・ケンノス（古希: Πτολεμαῖος Χέννος, Ptolemaios Chennos）の作者名で伝わる6巻の著作と同一視されており、その概要がフォティオスの『ビブリオテケ』に保存されている。フォティオスによると、この作品は著者の恋人テルトゥラ（Tertulla）に捧げられており、神話や歴史に属する様々な種類の伝説や寓話が順不同で含まれていた。フォティオスはこの書を歴史学の探求に取り掛かる人々にとって非常に有用であり、実際に散在する諸書の中から必要な知識を探そうとすると長い人生を必要としなければならない関連ある諸要素を短時間で与えることができると述べている。しかしやや手厳しい批評も行っており、内容は風変わりでひどく雑然とした情報で溢れ、そして不条理から、著者はいくつかの些細なおとぎ話に合理的な説明をしようとしている、また著者についても少々信心深いきらいがあり、しばしば強引であり、スタイルについても取り立てて特筆すべき点はないとしている。とはいえ、ヘパイスティオンが並外れた知識の持ち主であることは認めており、それを著作に注ぎ込んでいる点を不快ではないとも述べている。かつてはアレクサンドリア図書館の蔵書目録の筆記者プトレマイオス・エル・ガリブとの同一視が提案されたが、現在では認められていない。